# Anisodon
Anisodon - wymarły gatunek z rodziny chalikoteriów, występujący w Europie w miocenie (23 - 5,3 mln lat temu). Ważył ok. 600 kg. Głowa anisodona przypominała niemal koński łeb, a sylwetkę miał pochyloną jak u goryla. Tak jak goryl, Anisodon chodził na kłykciach, zaginając palce do wewnątrz, aby chronić ostre pazury.